# 昆虫王国立山
昆虫王国立山（こんちゅうおうこくたてやま）は、富山県中新川郡立山町四谷尾177番地に所在する昆虫館である。
本項目では、付属施設である立山自然ふれあい館（たてやましぜんふれあいかん）についても解説する。

## 概要

### 昆虫王国立山
100匹を超えるカブトムシの放し飼いや、世界の珍しい昆虫と手軽に触れ合える体験施設である。
1995年4月16日に開園した。立山町四谷尾の兼業農家17戸が、地区活性化および米以外の農家収入増を目的に、昆虫組合と村おこし事業協議会を結成、山あいの耕作放棄田や休耕田を使い、昆虫を地域活性化に結び付けようという全国でもユニークな事業として準備を進めてきた。

### 立山自然ふれあい館
立山町が2002年度より国や富山県の補助を受け昆虫王国立山の付属施設として整備され、2003年4月27日にオープンした。東谷地区住民の組合運営による公設民営方式が採られている。
自然ふれあい館の最奥には『昆虫ドーム』が存在し、100匹以上のカブトムシやクワガタムシが放し飼いにされている（大量に飼育する施設は全国でも珍しいとされている。また、購入することも可能である）。
この他、バーベキューコーナーや地元の特産品の販売コーナーなどの施設、